# Балюк Володимир Петрович
Володимир Петрович Балюк (псевдо: «Балу»; нар. 1996, с. Сереховичі, Старовижівський район, Волинська область — пом. 5 квітня 2022, поблизу села Нововознесенське, Бериславський район, Херсонська область) — український військовик, сержант Збройних сил України, учасник російсько-української війни. Герой України (2022, посмертно).

## Життєпис
Володимир Балюк народився в селі Сереховичах, нині Сереховичівської громади Ковельського району Волинської области України.
Закінчив 9 класів в Сереховичівський ліцей ім. Ярощука (2011), Луцький правознавчий ліцей з посиленою фізичною підготовкою (2013), Луцький національний технічний університет, Університеті банківської справи м. Львів (2019, магістр).
29 липня 2016 року підписує контракт із Збройними силами України. Учасник АТО/ООС. Служив головним сержантом десантно-штурмової роти .
З початком російського вторгнення в Україну брав участь у бойових діях на території Херсонської та Миколаївської областей. Здійснював вогневе прикриття, евакуював поранених із поля бою, виводив з оточення особовий склад, знищував техніку та живу силу противника. 5 квітня 2022 року вступив у бій на околиці населеного пункту Нововознесенське Херсонської області, особисто знищив близько 10 військовослужбовців противника та дві одиниці БМД-2 з ПЗРК Javelin. У результаті бою зазнав поранень, несумісних із життям.
8 квітня 2022 року похований у рідному селі.

## Нагороди
- Звання Герой України з удостоєнням ордена «Золота Зірка» (12 квітня 2022, посмертно) — за особисту мужність і героїзм, виявлені у захисті державного суверенітету та територіальної цілісності України, вірність військовій присязі[4]